# ماتیلدا پودفیلیپسکا
ماتیلدا پودفیلیپسکا (لهستانی: Matylda Podfilipska؛ زادهٔ ۸ ژوئن ۱۹۸۰) بازیگر اهل لهستان است.
از فیلم‌ها یا مجموعه‌های تلویزیونی که وی در آن‌ها نقش داشته‌است، می‌توان به یولیا به خانه برمی‌گردد، تشخیص، ع چون عشق، کارآگاهان جنایی، خانه کشیش و بلفر اشاره نمود.